# Leles
Leles (węg. Lelesz) – wieś (obec) na Słowacji położona w kraju koszyckim, w powiecie Trebišov.

## Położenie
Wieś leży w południowo-wschodniej części Niziny Wschodniosłowackiej, w równinnym regionie zwanym Medzibodrožie. Na północ od niej płynie rzeka Latorica, której martwe ramiona utworzyły specyficzny zespół przyrodniczy, od 1990 roku objęty ochroną jako Obszar Chronionego Krajobrazu Latorica.

## Historia
Na terenie dzisiejszej wsi pierwsza osada ludzka istniała już w IX wieku, w okresie państwa wielkomorawskiego. Zapewne w 1182 roku został tu założony klasztor premonstratensów, dzięki czemu Leles stał się centrum całego regionu. Pierwsze wzmianki o miejscowości pochodzą z 1190 roku. Korzystne położenie na szlaku handlowym z Księstwa Halickiego ku Panonii, jak również dogodne warunki dla rozwoju rolnictwa i uprawy winorośli były głównymi elementami stymulującymi rozwój miasteczka. W 1941 roku została do niego włączona wieś Kapoňa, wspominana w źródłach pisanych już w 1287 roku.

## Zabytki
- Budynki klasztoru Norbertanów
- Kościół rzymskokatolicki z XIV wieku, pierwotnie w stylu gotyckim, dziś barokowy
- Gotycki most św. Gotarda z XIV wieku

## Demografia
Według danych z dnia 31 grudnia 2012 roku, wieś zamieszkiwało 1795 osób, w tym 933 kobiety i 862 mężczyzn.
W 2001 roku rozkład populacji względem narodowości i przynależności etnicznej wyglądał następująco:
- Słowacy – 12,53%
- Czesi – 0,05%
- Romowie – 11,42%
- Rusini – 0,05%
- Ukraińcy – 0,21%
- Węgrzy – 75,47%

Ze względu na wyznawaną religię struktura mieszkańców kształtowała się w 2001 roku następująco:
- Katolicy rzymscy – 78,89%
- Grekokatolicy – 7,58%
- Ewangelicy – 0,42%
- Ateiści – 0,95%
- Przedstawiciele innych wyznań – 0,05%
- Nie podano – 0,89%